# Манастир Свете Лидије у Аспровалти
Манастир Свете Лидије у Аспровалти у Грчкој, је женски грчки православни манастир.

## Историја
Света обитељ је посвећена првој особи која је у Европи примила хришћанство, Светој Лидији. Градња велике цркве почела је 1991. године. Сама светиња утемељена је 60-их година 20. вијека, под руководством архимандрита Теофила Зисопулоса. Он је у манастиру основао и камп „Радост дјеце“, са мисионарским циљем. У њему је до 2023. боравило више од 30.000 дјеце из разних православних земаља. Осликавање цркве започето је 1996. Највећи дио живописа урадио је Србин, Драгомир Јашовић из Београда (преминуо 25. августа 2022.), а фрескопис су довршили Грци.

## Помоћ Србима
Сестринство се поред уобичајеног послушања (личне молитве, заједничка боголсужења, рад), бави и мисионарским и хуманитарним радом. При манасиру је велика и савремена штампарија у којој се штампа духовна литература, а штампали су и сва савременија издања манастира Хландара. На хуманитарном пољу, монахиње су показале своју хришћанску љубав према српском народу, у вријеме ратова деведесетих година 20. вијека, када су примиле много српске дјеце и рањеника из ратом захваћених подручја. Од 1993. до 2000. прихватили су више од 10.000 прогнаних Срба. Прво су угостиле избјегле из Хрватске, затим из Босне и Херцеговине и са Косова и Метохије. Углавном су то били малишани, неки остали и без родитеља. Ова доброчинства су се десила захваљујући бившем духовнику манастира, архимандриту Теофилу. И након његове смрти 2013., рад су наставиле монахиње, заједно са новим духовником оцем Никанором и игуманијом Маријом. Оснивач и дугогодишњи духовник сестринства Свете Лидије архимандрит Теофил Зисопулос, за сва доброчинства према српском народу, одликован је Сретењским орденом Републике Србије, орденом Његоша првог реда Републике Српске и највишим признањем Српске Православне Цркве, орденом Светог Саве првог реда.
Србију је 2019. године посjетило 40 монахиња и четири јеромонаха из манастира Света Лидија. Говорећи о мисији архимандрита Теофила, отац Никанор је рекао: Учио нас је да не треба да говоримо само о људима, народима и братству, него да то покажемо на дjелу. Године 2020., Православно хришћанско сестринство Света Лидија, одликовано је Сретењским орденом првог степена.
Патријарх српски Порфирије примио је 6. септембра 2023. године у Патријаршијском двору у Београду сестринство манастира Светe Лидијe из Аспровалте.
 Епископ милешевски Атанасије дочекао је 9. септембра 2023. године у манастиру Милешеви сестринство овог манастира и том приликом их је одликовао орденом Бијелог Анђела.